# До востребования
«До востребования» — особая форма почтового адреса, в соответствии с которой почтовое отправление хранится в почтовом учреждении места назначения в течение определённого времени (обычно до 30 дней) до момента его востребования адресатом.

## Описание
Данная услуга почтовой службы может быть полезна, если получатель желает не получать извещения или у получателя нет своего абонентского ящика или адреса, а также если он пребывает в месте назначения временно или не доверяет партнёрам, с которыми имеет почтовые связи. Если в течение срока хранения никто не востребует его, отправление будет возвращено в адрес отправителя.
Для того, чтобы адресат смог получить таким образом письмо или посылку, отправителю достаточно указать лишь страну, город (область, район, село), индекс почтового отделения и Ф. И. О. получателя.
В крупных почтовых учреждениях для выдачи почтовых отправлений, адресованных «До востребования», предусмотрены специальные окна[≡][≡].
|  |

## Примеры по странам

### Австралия
Услуга «до востребования» давно уже оказывается в Австралии национальной почтовой службой, Australia Post, которая даёт возможность отправлять почтовые отправления в центральное почтовое отделение города. Там почтовое отправление хранится до 1 месяца, а забрать его можно по предъявлении документа, удостоверяющего личность, например, паспорта.
К примеру, на главпочтамт (General Post Office, GPO) Аделаиды письмо или посылка адресуется получателю следующим образом:
ФИО получателя
c/o Poste Restante
GPO Adelaide
SA 5001
Australia — Австралия
Затем получателю нужно будет прийти на главпочтамт Аделаиды по адресу: 141 King William St., Adelaide, SA, чтобы получить адресованное ему почтовое отправление после доставки последнего.

### Босния и Герцеговина
В Боснии и Герцеговине почтовые отправления адресуются «Poste restante», эти слова пишут после фамилии и имени получателя (в том виде, как они указаны в паспорте или в ином удостоверяющем личность документе).
ФИО получателя
Poste restante
12345 Город

### Великобритания
В Великобритании почтовые отправления адресуются «Poste restante» (или «TO BE CALLED FOR»), эти слова пишут после фамилии и имени получателя (в том виде, как они указаны в паспорте или в ином удостоверяющем личность документе), затем наименование и полный адрес нужного почтового отделения, то есть:
Mr. John Smith
Poste restante
Islington Post Office
116 Upper Street
London N1 1AE
Если на конверте будет указан только город, например, «Poste restante, LONDON», то почтовое отправление будет переслано в ближайший почтамт (в Лондоне насчитывается более сотни «королевских почтовых отделений» (crown offices, — почтамтов).
Отправитель также должен указать обратный адрес. В Великобритании Royal Mail хранит корреспонденцию, отправленную в пределах страны, в течение двух недель, а почтовые отправления из-за границы обычно хранятся в течение месяца, с учётом имеющихся возможностей. Однако если получатель в плавании, то их будут хранить в течение двух месяцев. Если письмо не будет получено в этот срок, то его возвращают отправителю, а если отправитель не указан, то его будут считать невозможным к доставке. Если отправитель хочет, чтобы почта вернула ему недоставленное письмо скорее, то он может указать это на конверте. Согласно местной практике сроки варьируются от страны к стране.

### Гонконг
В Гонконге почтой ведает Hongkong Post, и почтовые отправления «до востребования» можно направлять в любое почтовое отделение. На адресной стороне письма следует написать «Poste Restante» или «存局待領» жирным шрифтом.
Формат адреса:
ФИО получателя
Наименование почтового отделения (факультативно)
Hong Kong
ФИО получателя должны быть настоящим и полным именем. Недопустимы никакие инициалы или цифры.

### Камбоджа
В Камбодже корреспонденция адресуется «Poste restante», эти слова пишутся после указания фамилии и имени получателя. На посылках и письмах должен быть указан номер телефона, но получателей преимущественно извещают по телефону о поступлении посылки.
ФИО или полное наименование получателя
Poste restante
Город
Почтовый индекс #####
Название провинции
Камбоджа — Cambodia
Тел. +855 ### ### ###

### Канада
Canada Post использует термин «general delivery» на английском языке и «poste restante» на французском. Туристы могут пользоваться этой услугой до четырёх месяцев, также к ней прибегают в обстоятельствах, когда другие бесплатные способы доставки недоступны (например, почтовые ящики на почте).
В правилах адресования писем канадской почты указано, что корреспонденцию «до востребования» следует адресовать так:
Mr. John Jones
GD STN A
Fredericton NB
E3B 1A1
где «GD» — сокращение от «general delivery» (либо «PR» от «poste restante» на французском), а «STN A» — пункт или почтамт (здесь, «Station A»). В случае, когда корреспонденция должна быть доставлена в почтовое отделение, используется аббревиатура «RPO» (retail postal outlet), при этом на французском почтамт обозначается аббревиатурой «SUCC» от «succursale», а почтовое отделение — «CSP» от «comptoir postal». В приведённом выше примере во французском варианте адреса будет указываться «PR SUCC A» во второй строке.

### Норвегия
В Норвегии Norway Post оказывает услугу «до востребования» во всех почтовых отделениях. Простые письма возвращаются отправителю через 3 недели после прибытия. Посылки и заказные письма возвращаются отправителю через 2 недели. Допустимые иностранные документы, удостоверяющие личность, ограничены паспортом и Европейским удостоверением личности. Корреспонденция адресуется так:
ФИО получателя
Poste Restante
Наименование почтового отделения
Почтовый индекс и населённый пункт

### Польша
Почтовые отправления адресуются так:
Фамилия и имя получателя или полное наименование адресата
Poste Restante
12-345 Город 6
где 12-345 — индекс почтового отделения, а 6 — номер почтового отделения в указанном городе. (В Польше все почтовые отделения однозначно идентифицируются по городу и номеру, например, «Warszawa 1» («Варшава 1») или «Kraków 35» («Краков 35»). Эти номера используются только тогда, когда само почтовое отделение является пунктом доставки, например, почтовые ящики или «до востребования».) На конверте не указан адрес получателя, и, если не указан адрес отправителя, то почтовое отправление считается невозможным к доставке через 14 дней.
Во все почтовые отделения Poczta Polska можно адресовать корреспонденцию «до востребования», при этом эта услуга оказывается без дополнительной оплаты. «До востребования» можно направлять все виды почтовых отправлений, напр., письма, посылки и денежные переводы.

### Словения
В Словении почтовые отправления адресуются «POŠTNO LEŽEČE», эти слова пишут после фамилии и имени получателя (в том виде, как они указаны в паспорте или в ином удостоверяющем личность документе).
ФИО получателя
POŠTNO LEŽEČE
1234 Город
В Словении письма, адресованные «до востребования», хранятся в почтовом отделении в течение 15 календарных дней.

### США
В США Почтовая служба США использует термин «general delivery» и оставляет термин «poste restante» для международных почтовых отправлений, адресуемых «до востребования». Корреспонденция адресуется так:
Mrs. Jane Q. Smith
GENERAL DELIVERY
Washington, DC 20090-9999
В почтовом индексе ZIP+4 code, индекс +4 для «до востребования» — 9999. Городской почтамт будет хранить такие почтовые отправления до 30 дней. Согласно веб-сайту Почтовой службы США, «В средних и крупных городах со множеством почтовых индексов вам следует убедиться, чтобы отправители использовали почтовый индекс для главного почтамта этого района».

### Финляндия
Poste restante предлагается во всех почтовых отделениях Финляндии.
Адрес указывается в следующем формате:
ФИО получателя
Poste restante
12340 Город
До 1 апреля 2013 года вместо настоящего имени можно было использовать псевдоним и не предъявлять удостоверение личности.
Здесь цифры 12340 представляют индекс почтового отделения. Например, индекс почтамта Хельсинки — 00100 Helsinki.
В Финляндии письма, полученные «до востребования», хранятся в почтовом отделении в течение трёх полных календарных недель, а пакеты — в течение двух полных календарных недель, не считая неделю, когда они были получены.

### Франция
Во Франции La Poste оказывает эту услугу за дополнительную плату в размере 0,76 Евро, уплачиваемую получателем. Срок хранения писем — 15 дней.

### Хорватия
В Хорватии корреспонденция адресуется «Poste restante», эти слова пишут после фамилии и имени получателя (в том виде, как они указаны в паспорте или в ином удостоверяющем личность документе).
ФИО получателя
Poste restante
12345 Город
В Хорватии письма, полученные «до востребования», хранятся в почтовом отделении в течение 30 календарных дней.

### Чехия
В Чехии корреспонденция адресуется на почтовое отделение, при условии наличия там услуги «До востребования» (Poste restante) и указания полного имени получателя. Получатель получает почтовое отправление при наличии у него действительного удостоверения личности (паспорта, удостоверения личности, водительского удостоверения).
ФИО получателя
Дополнительные сведения (например, летний лагерь, и т. д.), или оставить незаполненным
Poste restante
12345
Город

### Швеция
Не все почтовые отделения оказывают услугу «до востребования». Адрес указывается в следующем формате:
ФИО получателя
Poste Restante
123 45 Город,
где 123 45 — индекс почтового отделения. Почтовые отделения, оказывающие услугу «до востребования», можно найти поиском poste restante в качестве «street address» в соответствующем городе (что даст вам номер почты), а затем поиском почтовых отделений с этим номером почты.

### Япония
В Японии почтовое отправление «до востребования» обозначается термином yūbinkyoku-dome (яп. 郵便局留め буквально «хранить в почтовом отделении»).
В правилах адресования писем Japan Post Service указано, что корреспонденция «до востребования» должна адресоваться следующим образом:
101-8799
東京都千代田区神田淡路町2-12
神田郵便局留め
郵便 太郎 様
03-XXXX-XXXX(номер телефона только для пакетов и т. п.)
Перевод на английский (не в английском формате)
101-8799
2-12 Kanda-awaji-chō, Chiyoda City, Tōkyō
Keep at Kanda Post Office
Yūbin Tarō
03-XXXX-XXXX (номер телефона только для посылкок и т. п.)
где «101-8799» — индекс почтового отделения, «2-12 Kanda-awaji-chō, Chiyoda City, Tōkyō» — адрес почтового отделения, «Kanda Post Office» — наименование почтового отделения, а «keep/留め» указывает «poste restante» на французском.
Адресованная «до востребования» корреспонденция в Японии хранится в почтовом отделении в течение 10 дней, для её получения требуется удостоверяющий личность документ и штамп.
На международных почтовых отправлений в Японию также можно использовать английскую форму адреса.

## Галерея
- «До востребования» («Poste restante») в искусстве
- Франсуас-Огюст Биар (1799—1882). La Poste Restante[^]
- Эрик Певернажи (род. 1939). Poste restante